# Morley, Missouri
Morley är en ort i Scott County i delstaten Missouri, USA.